# Parafia Matki Bożej Szkaplerznej w Gierałtowicach
Parafia Matki Bożej Szkaplerznej w Gierałtowicach – rzymskokatolicka parafia w Gierałtowicach, należąca do dekanatu knurowskiego w archidiecezji katowickiej. Została erygowana na przełomie XIII i XIV wieku.